# Епштейн Давид Якович
Давид Якович Епштейн (25 вересня 1871, Старокостянтинів — 5 серпня 1946, Київ) — український радянський науковець-фтизіатр, педагог. Доктор медицини (1924), професор (1940). Одним з перших в Україні застосував штучний пневмоторакс для лікування туберкульозу, здійснив значний внесок у лікування цієї хвороби.
Понад приблизно 20 років — педагог та науковий співробітник Київського медичного інституту (1925?—1946), з яких 12 років — завідувач кафедри туберкульозу. Автор понад 40 наукових робіт.

## Життєпис
Народився 25 вересня 1871 року у місті Старокостянтинів (теперішня Хмельниччина).
У 1896 році закінчив медичний факультет Віденського університету. Під час навчання досліджував, зокрема, методи хірургічного лікування туберкульозу. Після повернення до України декілька десятиліть працював лікарем.

Могила Давида Епштейна, Байкове кладовище

У 1924 році здобув науковий ступінь доктора медицини, захистивши дисертацію, яку створював 15 років — «Лікування легеневого туберкульозу шляхом штучного пневмотораксу». Приблизно у цей час розпочав роботу у Київському медичному інституті. З 1929 року — доцент курсу туберкульозу, який був перетворений на кафедру туберкульозу у 1934 році. Її одразу очолив Давид Епштейн. На той час кафедра знаходилась у декількох місцях — фтизіатричному відділенні лікарні імені Жовтневої революції та першому протитуберкульозному диспансері Києва.
Жив у Києві, у будинку № 34 на узвозі Георгія Лівера. Кафедру туберкульозу очолював до кінця свого життя. Помер на 75-му році життя 5 серпня 1946 року. Похований на Байковому кладовищі (ділянка № 49, 50°25′0.34″ пн. ш. 30°30′4.34″ сх. д. / 50.4167611° пн. ш. 30.5012056° сх. д.).

## Наукова діяльність
Автор понад 40 наукових робіт. Одним з перших в Україні застосував штучний пневмоторакс для лікування туберкульозу, здійснив значний внесок у лікування цієї хвороби. Науковий керівник та педагог низки докторів та кандидатів наук. Серед учнів Давида Епштейна — професор Василь Плющ.
Засновник та перший керівник Наукового фтизіатричного товариства Києва, голова комісії з питань туберкульозу Вченої медичної ради Міністерства охорони здоров'я УРСР, член ради з питань туберкульозу при Міністерстві охорони здоров'я СРСР.
Серед наукових робіт Давида Епштейна в історію фтизіатрії увійшла в першу чергу монографія «Душа туберкулёзного в освещении художественной и научной литературы», передмову до якої написав перед своєю смертю академік Феофіл Яновський. До 150-річчя від дня народження Давида Епштейна про цю роботу писав професор Василь Петренко:
|  | У своїй монографії «Душа туберкулезного» Д. Я. Епштейн на прикладі світової художньої літератури намагався розкрити психологію хворих, визнаючи особливості статі та їх реакцію на страшний діагноз, а також проблеми взаємостосунків із лікуючими докторами. |

## Науковий доробок (частковий)
- Начальный курс частной патологии и терапии: Руководство для акушер.-фельдш. и зубоврачеб. шк. / [Соч.] Д-ра Д. Эпштейна. — Киев: Сотрудник, 1908. — [2], III, 148 с. : ил.
- Душа туберкулезного в освещении художественной и научной литературы / С предисл. акад. Ф. Г. Яновского. — Киев: [Склад издания: Мед. книж. магазин «Научная мысль»], 1929 («Киев-печать» 8-я тип.). — 32 с.; 18 см.
- Туберкулез и вегетативная система. К., 1931
- Штучний пневмоторакс. Х., 1931
- Туберкулез, его предупреждение и лечение. К., 1943
- Пам'ятка туберкульозного хворого. К., 1946